# TV Ratingen
Der TV Ratingen (offiziell Turnverein Ratingen 1865 e.V.) ist mit über 6.200 Mitgliedern der mit Abstand größte Sportverein der Stadt Ratingen. Er ging im Jahr 1880 aus dem Männer-Turnverein Ratingen 1865 hervor. Das Vereinsgelände liegt im Ratinger Zentrum neben dem Stadion der Stadt. Die Vereinsfarben sind grün und weiß. Im Jahr 1988 hat der TV Ratingen zudem als erster Sportverein in Nordrhein-Westfalen ein vereinseigenes Fitnessstudio eröffnet.
Der Verein verfügt über 24 Abteilungen. Dazu gehören Aerobic/Body-Fit, Aikidō, Badminton, Basketball, Eishockey, Fechten, Fitness-Studio Mitte, Fitness-Studio Ost, Gymnastik, Handball, Hockey, Judo, Karate, Koronargruppe/Reha, Kultur, Leichtathletik, Schwimmen, Sport- und Gesundheit, Taekwondo, Tanzen, Tischtennis, Turnen und Volleyball. Rund 4000 Mitglieder sind im Fitness- und Gesundheitssport aktiv. Kinder und Jugendliche gibt es über 2000 im TV Ratingen. Mehr als 1200 Mitglieder sind über 60 Jahre alt.
Der TV Ratingen ist ein moderner Breitensportverein. Er fördert den Wettkampfsport im Rahmen der eigenen Möglichkeiten. Hauptziel ist aber der Freizeit-, Breiten- und Gesundheitssport und das Leitziel „Sport für Alle“. Der Verein schafft die Rahmenbedingungen für Freizeitsport ohne Wettkampf und Turniere, aber mit viel sportlichem Elan. Die Gesundheitsförderung und das gesellige Miteinander spielen deshalb in vielen Abteilungen eine wichtige Rolle. Deshalb ist zukünftig auch eine vereinseigene Physiotherapiepraxis mit dem Namen TV-Med geplant.

## Geschichte
Am 9. August 1865 wurde in Ratingen der Männer-Turnverein gegründet, dem noch am Abend der Gründung 23 Bürger beitraten. Initiator war der Lehrer Karl Lipp, der auch zum Vorsitzenden gewählt wurde. Die Gaststätte Strucksberg war zugleich das erste Turnlokal des Vereins.
Im Jahr 1880 schlossen sich die Turner in einem neuen Turnverein Ratingen zusammen. Vorsitzender dieses Vereins wurde Gustav Esser, dem die Neugründung wohl in der Hauptsache zu verdanken sein dürfte. § 1 nennt als Vereinszweck „die möglichst vollkommene Ausbildung und Kräftigung des Körpers durch turnerische Übungen“.
Im Jahr 1905 feierte der Turnverein Ratingen, der zu diesem Zeitpunkt immer noch als Gründungsjahr das Jahr 1880 führte, sein 25-jähriges Bestehen und trat auch der Deutschen Turnerschaft bei, die damals 7.296 Vereine mit 768.000 Mitgliedern zählte.
Im Jahr 1908 zählte der Verein erstmals über 100 Mitglieder. Aufgrund der stetig wachsenden Mitgliederzahl werden 1912 ein eigener Sportplatz angelegt und 1913 eine städtische Turnhalle errichtet.
Am 11. Januar 1914 beschloss die Versammlung einstimmig, den Verein nicht mehr Turnverein 1880, sondern Turnverein Ratingen 1865 zu nennen. Im Jahr 1918 wurde eine Damenriege gegründet. Bereits nach wenigen Wochen zählte sie 28 Mitglieder.
Nach Ende des Zweiten Weltkrieges erhielt der Turnverein Ratingen im Oktober 1945 das „Permit“ für die Wiederaufnahme des Übungsbetriebes und das Versammlungsrecht. Viele Mitglieder waren auf dem Feld gefallen und der Verein befand sich an einem Neuanfang. Es wurde ein neuer Vorstand und ein neuer Turnrat gewählt. Ziel und Aufgabe des jungen Vorstands sollte es sein, den Verein in seiner alten Form wieder aufleben zu lassen. Drei Jahre später lag die Mitgliederzahl bereits wieder bei 220 Mitgliedern.
Im März 1955 erscheint die erste Vereinszeitung. Auch die nach Amerika ausgewanderten früheren Vereinsmitglieder haben die Zeitung erhalten, wodurch sie laufend über das Vereinsgeschehen unterrichtet wurden.
Im Jahr 1957 werden im Turnverein Ratingen erstmals mehr als 500 Mitglieder verzeichnet. Bereits ein Jahr zuvor musste wegen eines Mangels an Übungsleitern eine Aufnahmesperre ausgesprochen werden.
Am 29. August 1959 wurde die erste vereinseigene Halle als Turnerheim mit einer Nutzungsfläche von 24 × 12 Meter, mit Geräte- und Jugendraum, zwei Umkleide- und zwei Baderäumen sowie Toilettenanlagen durch den stellvertretenden Vorsitzenden des Deutschen Turner-Bundes, Karl Gerhardts, in einer Feierstunde eingeweiht. Dieser Meilenstein für den Turnverein Ratingen wurde unter anderem vom damaligen Bundesinnenminister Gerhard Schröder beglückwünscht. In dieser Zeit bestanden die Abteilungen Tischtennis, Judo, Faustball, Gymnastik, Handball, Jedermannturnen, Leichtathletik, Wandern und Kinder- und Jugendturnen.
Das für das Jubiläumsjahr 1965 gesteckte Ziel, eine Mitgliederzahl über 1000 zu haben, wurde schon im Juni 1964 erreicht. In der außerordentlichen Hauptversammlung am 11. Juli stellte der Vereinsvorsitzende Hans Danscher das 1000. Mitglied vor. Im Jubiläums-Jahr 1965 sind es dann genau 1097 Mitglieder.
Danach erfolgt ein stetiger Anstieg der Mitgliederzahlen. 1971 wird die Volleyballabteilung, 1973 die Schwimmabteilung und 1978 die Aikido- und die Basketballabteilung gegründet. Im Oktober 1979 wird die erste hauptberufliche Mitarbeiterin des Turnverein Ratingen 1865 e.V. eingestellt und es beginnt eine neue Ära. Die Vielzahl der Mitglieder macht eine rein ehrenamtliche Organisation nicht mehr möglich.
Im Jahr 1980 steigt die Mitgliederzahl auf über 2400 an. 1981 wird die erste Herzsportgruppe gegründet, im Jahr 1983 wird die neue Sportart Aerobic eingeführt, 1984 entsteht der noch heute beliebte Grillplatz, 1985 erweitert Taekwondo das Sportangebot und 1986 entsteht die Badminton-Abteilung.
Am 31. Januar 1987 erhielt der TV Ratingen die Sportplakette vom Bundespräsidenten als Auszeichnung für die Leistungen des Vereins für die Gesellschaft.
Im Jahr 1988 eröffnet der TV Ratingen das erste Vereinsstudio in NRW. Der Landessportbund NRW kürt das Studio damals zum Modellprojekt NRW. Die Ratinger haben eine Pionierleistung für den Freizeit- und Gesundheitssport im Land erbracht, denn das Studio bindet wiederum neue Zielgruppen an den Verein. Trainieren zu können, wann man möchte, nach gesundheitsorientierten Maßstäben, mit Unterstützung von Diplomsportlehrern, das war wirklich innovativ. Studios waren ansonsten Ende der 80er Jahre im kommerziellen Bereich häufig noch die altbekannten „Muckibuden“. Schon 1990 ist das Studio bis an seine Grenzen ausgelastet, die Kapazität erschöpft. 1993 erfolgt deshalb der Bau des neuen, zweiten Studios in Ratingen Mitte.
Im Jahr 1991 werden die Abteilungen Feldhockey und Eishockey gegründet. Beide erfreuen sich großer Beliebtheit.
1994 baut der TV Ratingen das Sportzentrum Mitte, ein multifunktionaler Neubau. Im Erdgeschoss befinden sich das etwas größere Studio und die heiß ersehnte Sauna für die Mitglieder. In der ersten Etage wird der vereinseigene Bewegungskindergarten „Springmäuse“ eröffnet und ein großzügiger Gymnastikraum bietet Platz für neue Fitnessangebote. Die zweite Etage ist mit einem Schulungsraum für 30 Teilnehmer ausgestattet. Außerdem baut der TV Ratingen eine 90 Quadratmeter große Hausmeisterwohnung und zwei Appartements mit Bad ein. Diese werden später zu Büroräumen für die hauptberuflichen Sportlehrer umfunktioniert.
Im Jahr 1995 wird der Jugendausschuss des TV Ratingen gebildet. Mittlerweile gibt es allein 2000 jugendliche Mitglieder im Alter von 0 – 27 Jahren. Der Jugendausschuss vertritt die Interessen der Jugendlichen im Verein und verfügt auch über einen eigenen Etat.
Im selben Jahr findet der erste Zehnkampf als Länderzehnkampf zwischen Deutschland und den USA in Ratingen statt. Daraus entstand das heute jährlich stattfindende Mehrkampf-Meeting, das der TV Ratingen für den Veranstalter, den Deutschen Leichtathletik-Verband, ausrichtet.
1996 gründet der TV Ratingen die Baseball-Abteilung, die allerdings aufgrund geringer Nachfrage 1999 wieder aufgelöst wird.
Die Aerobic-Abteilung startet am 21. Juni 1997 einen Rekordversuch für das Guinness-Buch der Rekorde. 728 Teilnehmer stellen beim TVR-Fest einen Rekord im 12 Stunden Dauer-Aerobic auf.
Im Jahr 1999, anlässlich des 10-jährigen Jubiläums des Fitnessstudios, überreicht der Präsident des Landessportbundes NRW, Richard Winkels, dem TV als ersten Verein überhaupt das Zertifikat des Landessportbundes „Anerkanntes Fitnessstudio“.
Der Erfolg des Fitnessstudios in Ratingen Mitte führt letztlich dazu, dass am 29. April 2004 ein weiteres Studio in Ratingen Ost eröffnet wird. Es war bereits Anfang 2000 klar, dass ein neues Studio benötigt werden würde, da im Studio Mitte alle Kapazitäten erschöpft waren. Der Neubau des Studio Ost ist rund 1300 Quadratmeter groß und spiegelt in seiner modernen Architektur die Ausrichtung des Vereins wider.
Im Sommer 2005 wird der TV Ratingen zum Ausbildungsbetrieb. Es wird eine Auszubildende im Bereich „Sport- und Fitnesskaufmann“ angestellt. Auch Studenten für das duale Studium der Fitnessökonomie machen ihren betrieblichen Teil der Ausbildung beim Verein.
2009 kommt der Verein mit über 5000 Mitgliedern erneut an seine Kapazitätsgrenzen. Der Vorstand entschließt sich zum Umbau und Komplettsanierung der Sanitärraume und der Geschäftsstelle. Es entstehen neue Umkleiden im Erdgeschoss, eine neue Heizungsanlage und die Warmwasserversorgung wird zusätzlich solar betrieben. Das bringt den TV Ratingen auch beim Thema Nachhaltigkeit voran.
Seit dem 1. Januar 2010 ist der ehemalige Ratinger Fecht-Club eine Abteilung des TV Ratingen. Die Abteilung ist sehr erfolgreich im Leistungssport. 2012/2013 gewinnt die 1. Mannschaft NRW Silber bei den Deutschen Meisterschaften. 2014/2015 gewinnen die Fechter vier Goldmedaillen bei den Rheinischen Landesmeisterschaften. Mit dem 8. Platz der Damenmannschaft beim Europapokal im November 2014 in Eislingen zeigen die Ratinger Fechtkinder, dass der TV Ratingen nun eine der erfolgreichsten Fechtabteilungen Deutschlands beherbergt, die ohne Hauptsponsor und Stützpunktförderung arbeitet.
Der Trend zur Gruppenfitness löst einen Mitgliederansturm aus. Im Jahr darauf wird daher das Sportzentrum Ost um eine 100 Quadratmeter große Trainingsfläche in der ersten Etage erweitert.

## Organisation
Der TV Ratingen ist wie viele Großvereine in Deutschland mit einem Präsidium, einem Vorstandsgremium und einem Verwaltungsapparat organisiert. Mehr als 10 hauptamtliche Mitarbeiter und mehr als 200 Übungsleiter arbeiten im Verein. Das Präsidium sowie viele weitere Helfer engagieren sich ehrenamtlich.
Zusätzlich gibt es den Jugendausschuss, der in ehrenamtlicher Arbeit die Interessen der Jugendlichen im Verein vertritt.